# قوشقوان سفلي
قوشقوان سفلي (بالفارسية: قوشقوان سفلی) هي مستوطنة تقع في قسم تشاراويماق المركزي في إيران. يقدر عدد سكانها بـ 32 نسمة.